# Дирутенийлютеций
Дирутенийлютеций — бинарное неорганическое соединение
лютеция и рутения
с формулой LuRu2,
кристаллы.

## Получение
- Сплавление стехиометрических количеств чистых веществ:

{\displaystyle {\mathsf {Lu+2Ru\ {\xrightarrow {1800^{o}C}}\ LuRu_{2}}}}

## Физические свойства
Дирутенийлютеций образует кристаллы нескольких модификаций:
- кубическая сингония, пространственная группа F d3m, параметры ячейки a = 0,7412 нм, Z = 8, структура типа димедьмагния MgCu2 (фаза Лавеса);
- гексагональная сингония, пространственная группа P 63/mmc, параметры ячейки a = 0,5312 нм, c = 0,8732 нм, Z = 4, структура типа дицинкмагния MgZn2 [1][2].

Соединение конгруэнтно плавится при температуре ≈1800°C .